# Annurca

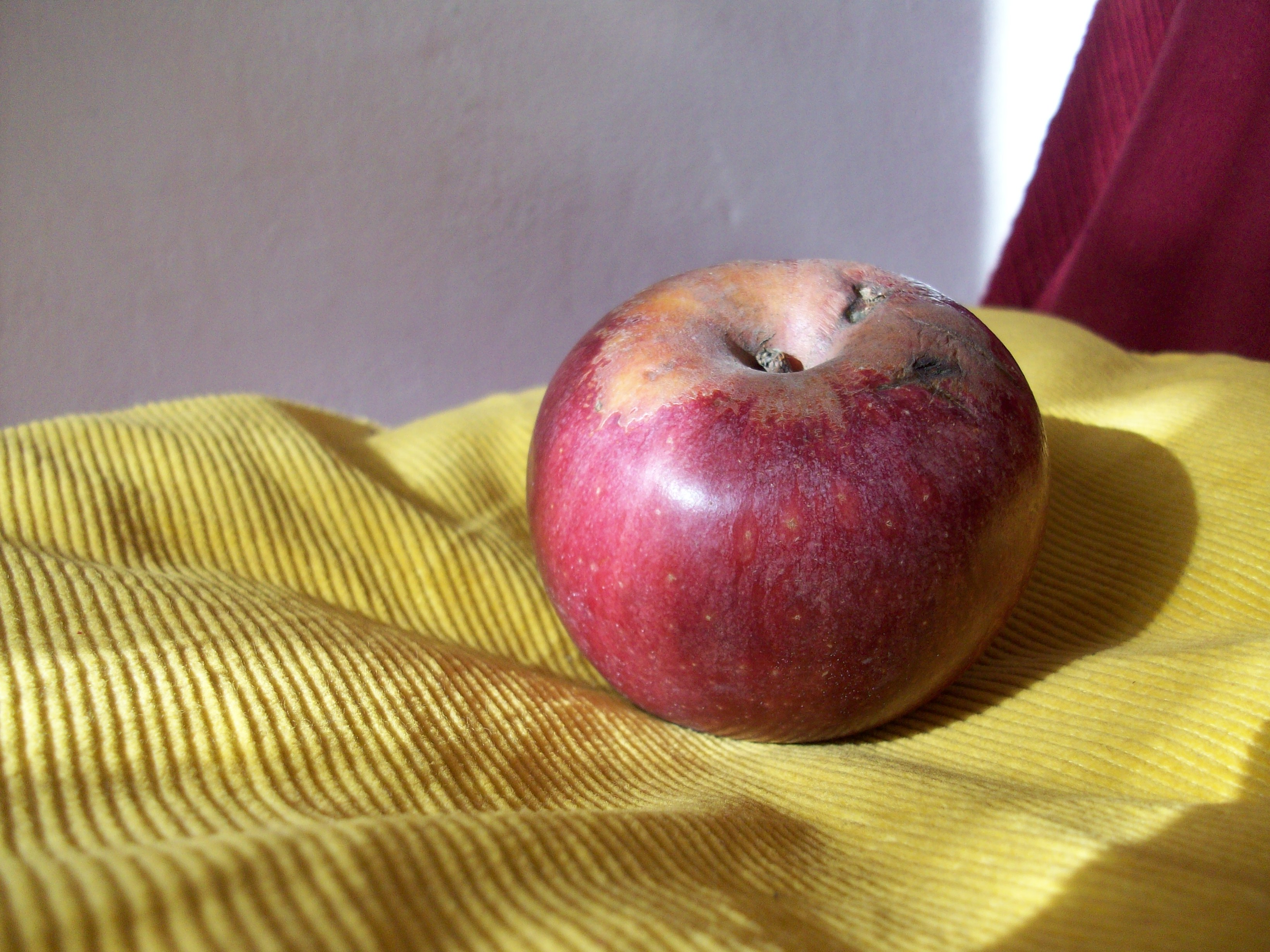
Annurca.

Annurca est un cultivar particulièrement ancien de pomme domestique, originaire de l'Italie du sud. Pline l'Ancien l'aurait mentionnée pour la première fois dans sa Naturalis Historia, et au XVIe siècle, elle est citée par Giambattista della Porta. Cependant, sous ce nom précis, la première mention émane de Giuseppe Antonio Pasquale. Jusqu'à ce jour, elle est encore abondamment cultivée en Italie du sud à la frontière entre les provinces de Caserte et Bénévent, dans la vallée appelée « reine des pommes ».

## Sur des fresques
Annurca est un des symboles de la Campanie, probablement au moins depuis il y a deux mille ans, comme c'est visible sur des fresques peintes dans des carrières souterraines à Ercolano, une cité romaine détruite par l'éruption du Vésuve en 79, particulièrement à la maison dite « Casa dei Cervi ». On pense que cette pomme est celle peinte dans les ruines de Pompéi.

## Description

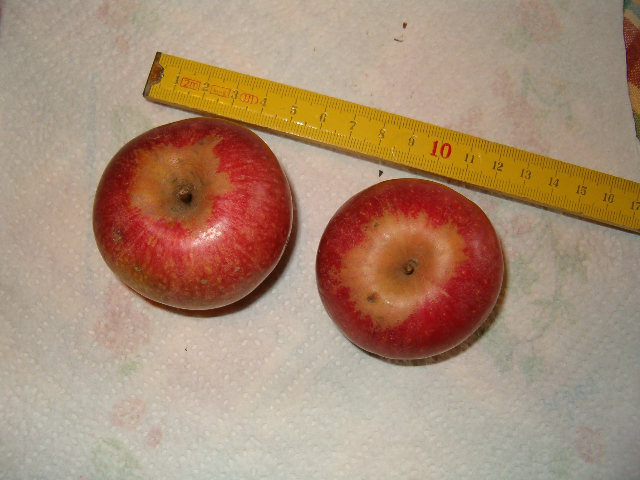
Pommes Annurca (mela annurca).

Annurca a une chair blanche, ferme et croquante, d'un goût agréablement sucré et acide.
La pomme ne mûrit pas sur l'arbre mais elle est placée avec précautions au soleil après cueillette, jusqu'à ce qu'elle devienne rouge. La fermeté de ses tissus est due à sa haute teneur en pectine. La pectine change de composition pendant le rougissement du fruit.

Deux clones d'Annurca ont été sélectionnés, Standard et Rossa del Sud.

## Spécialités
Ce cultivar est un élément important de la cuisine napolitaine, elle est citée dans Arche du goût (initié par le mouvement « Slow Food ») comme une production traditionnelle locale unique et bénéficie d'un statut d'indication géographique protégée (IGP), dans l'Union européenne, sous le label "PGI Melannurca".